# Сааведра, Корнелио
Корнелио Худас Тадео де Сааведра (исп. Cornelio Judas Tadeo de Saavedra; * 15 сентября 1759, г. Потоси — † 29 марта 1829, г. Буэнос-Айрес) — аргентинский политический деятель и генерал, участник освободительного движения против власти Испании в Южной Америке. После Майской революции был с мая по декабрь 1810 года президентом правительства Аргентины, «Хунты примера», и с декабря 1810 по август 1811 года — первым президентом расширенного правительства страны, «Хунты Гранде».

## Биография
Родился на асьенде «Ла Фомбера», расположенной в городке Отуйо, недалеко от города Потоси, входившем в те времена в испанское вице-королевство Рио-де-Ла-Плата, в богатой семье. Корнелио был последним из сыновей. Будучи ребёнком, переезжает вместе с семьёй в Буэнос-Айрес, откуда был родом его отец, Сантьяго де Сааведра. Обучался в королевском колледже Сан-Карлос, однако не закончил там своего образования, так как вынужден был заниматься обустройством хозяйства на землях своего отца в сельской местности. Политическая карьера началась в 1797 году с должности регистратора в местном самоуправлении Буэнос-Айреса, в 1799 году Сааведра становится прокуратором, в 1801 году — алькальдом. В 1805 году он назначается на должность ответственного за снабжение Буэнос-Айреса зерном. В том же году он вступает в брак с Сатурниной Отарола. Военная карьера Корнелио началась неожиданно, после того, как английский флот под командованием сэра Уильяма Бересфорда захватывает Буэнос-Айрес, и вице-король был вынужден бежать вглубь материка, в Кордову. Сааведра возглавляет Regimiento de Patricios, местное добровольное ополчение, избравшее его своим офицером. В 1807 году ему присваивается звание подполковника. В том же году англичане захватывают Монтевидео и вновь нападают на Буэнос-Айрес, однако в уличных боях с местными отрядами под руководством Сааведра и Мартина де Альзага они были отбиты.
В 1808 году французские войска захватывают Испанию. Король Фердинанд VII был смещён и отправлен во Францию, а его место на троне страны занял Жозеф /Бонапарт. В Испании разворачивается освободительное движение против французов. В испанских колониях, в свою очередь, растёт напряжённость в связи с этими событиями и отсутствием твёрдой власти со стороны метрополии, растут и ширятся требования местных элит о независимости. Вице-король Сантьяго де Линьера постепенно утрачивает власть над подчинёнными ему провинциями. Усиливается противостояние между местными патриотами и слоями населения, сохранявшими преданность Испании. Так, Сааведра принадлежал к «креольской» партии, выступавшей за предоставление широкой автономии провинциям Рио-де-Ла-Плата, в то время как де Альзага был с теми, кто придерживался происпанской ориентации (т. н. Peninsulares). Сааведра был умеренным сторонником независимости, и колебался в вопросе выступления против испанского вице-короля Бальтазара де Сиснероса, пока созванное Национальное собрание Буэнос-Айреса 25 мая 1810 года не сместило Сиснероса с этого поста и не назначило руководящим органом новое правительство («Хунта Примера»), председателем которого стал Сааведра. Вскоре, однако у него начался затяжной конфликт с военным министром этого правительства, Мариано Морено, придерживавшимся более радикальных взглядов и на разрыв отношений с Испанией, и на политику социальных преобразований в стране. Лишь расширив состав хунты из своих сторонников из провинций, Сааведра удалось справиться с влиянием Морено на политику страны. Оказавшись в правительстве в меньшинстве, Морено и его сторонники вышли из состава хунты.
В это время начались военные действия на севере Аргентины и в Верхнем Перу между наспех собранными отрядами, выступавшими за независимость, и испанскими войсками, в которых сторонники независимости потерпели ряд поражений. В связи с этим в августе 1811 года Сааведра срочно уезжает на север, чтобы реорганизовать так называемую Северную армию. Воспользовавшись этим, его политические противники в столице преобразовали хунту в триумвират, так называемый «Триумвират провинций Рио-де-Ла-Плата», и сняли Сааведру с поста президента. Патрицианский полк, поддерживавший Сааведру, поднял мятеж против триумвирата, но потерпел неудачу. Пытаясь избежать возвращения в Буэнос-Айрес, Сааведра попросил, чтобы его перевели в Тукуман или Мендосу. Ему разрешили остаться в последнем городе, где он воссоединился с женой и детьми.
Пресса Буэнос-Айреса была очень сурова к нему, поэтому Триумвират попросил губернатора захватить Сааведру и отправить его в Буэнос-Айрес. Приказ, однако, так и не был выполнен, поскольку триумвират был свергнут Революцией 8 октября 1812 года и заменен Вторым Триумвиратом. Все же преследуемый Сааведра вынужден был бежать вместе со своим десятилетним сыном Агустином через Анды в Чили. В 1818 году Сааведра был помилован аргентинским Конгрессом и ему было присвоено звание бригадного генерала. В конце этого же года он назначается во главе комиссии, которая должна была вести мирные переговоры с восставшими индейцами. После осложнения внутренней обстановки в Аргентине, падения там центрального правительства и вооружённой борьбы в провинциях Сааведра эмигрирует в 1820 году в Монтевидео. В 1822 году он уходит в отставку со своих постов и должностей в аргентинской армии. Правда, во время войны Аргентины с Бразилией Сааведра вновь предлагает свои услуги для действующей армии, однако военный министр Аргентины, Маркос Балькарсе, учитывая возраст Сааведра, от его помощи отказывается.

## Память
В честь Корнелио Сааведра названа одна из провинций Боливии — провинция Корнелио Сааведра. Его имя носит также один из районов Буэнос-Айреса. В честь К.Сааверды разыгрывается один из футбольных чемпионатов Южной Америки — «кубок Корнелио Сааведра» (Copa Cornelio Saavedra].